# Jerome Hines
Jerome Hines, nome d'arte di Jerome Heinz (Hollywood, 8 novembre 1921 – New York, 4 febbraio 2003), è stato un basso statunitense, noto in particolare per la lunghissima attività presso il Metropolitan Opera.

## Biografia
Studiò matematica e chimica presso l'Università della California, dove prese le prime lezioni di canto. Studiò poi con Gennaro Curci a Los Angeles e Samuel Margolis a New York, debuttando nel 1941 alla San Francisco Opera come Monterone nel Rigoletto.
Dopo una pausa dovuta al conflitto mondiale, durante il quale, dietro suggerimento del suo manager, cambiò il cognome in Hines per eliminare le reminiscenze germaniche del suo originario, vinse il concorso "Caruso", che gli spalancò le porte del Metropolitan, dove esordì nel 1946 nel ruolo del Sergente nel Boris Godunov. Cantò al Met per ben 41 stagioni e 869 recite fino al 1987, complessivamente in 45 ruoli e 39 titoli, fra i quali Attila, Boris Godunov, Nabucco, La forza del destino, Don Carlo, Faust, Mefistofele, Aida, Simon Boccanegra, Il flauto magico, Tristan und Isolde.
Nel 1953 debuttò in Europa a Glyndebourne, nell'ambito del Festival di Edimburgo, come Nick Shadow in The Rake's Progress di Igor' Fëdorovič Stravinskij. Nel 1958 si esibì per la prima volta alla Scala come protagonista dell'Hercules di Georg Friedrich Händel. Dal 1958 al 1963 cantò a Festspielhaus di Bayreuth, nei ruoli di Gurnemanz (Parsifal), Re Mark (Tristan und Isolde) e Wotan (La valchiria). Nel 1961 fu Mefistofele al Teatro San Carlo di Napoli, nel 1962 Boris al Bol'šoj di Mosca, nel 1969 ancora Mefistofele al Teatro Massimo di Palermo.
Toccato da una rinascita religiosa in senso cristiano, Hines compose un'opera sulla vita di Cristo intitolata I Am the Way, che rappresentò in molte parti del mondo, cantando anche il ruolo di Gesù al Met nel 1968. Nel 1987 fondò l'"Opera-Music Theatre Institute of New Jersey", dedicandosi all'insegnamento. Concluse la carriera alla "Bel Canto Opera" di Boston nel 2001, all'età di 79 anni, nel ruolo del Grande Inquisitore in Don Carlo .
Scrisse un libro di memorie, This is my story, this is my song (1969), e due testi sul canto: Great Singers on Great Singing (1982) e The four voices of man (1997). Nel 1952 aveva sposato il soprano Lucia Evangelista, dalla quale ebbe quattro figli. Viveva a South Orange nella Contea di Essex (New Jersey).

## Repertorio
| Ruolo                  | Titolo                      | Autore      |
| ---------------------- | --------------------------- | ----------- |
| Mefistofele            | Mefistofele                 | Boito       |
| Arkel                  | Pelléas et Mélisande        | Debussy     |
| Raimondo               | Lucia di Lammermoor         | Donizetti   |
| Baldassarre            | La favorita                 | Donizetti   |
| Mefistofele            | Faust                       | Gounod      |
| Ercole                 | Ercole                      | Händel      |
| Cavaliere Des Grieux   | Manon                       | Massenet    |
| Zacharie               | Il profeta                  | Meyerbeer   |
| Sarastro               | Il flauto magico            | Mozart      |
| Boris Godunov          | Boris Godunov               | Musorgskij  |
| Alvise Badoero         | La Gioconda                 | Ponchielli  |
| Colline                | La bohème                   | Puccini     |
| Don Basilio            | Il barbiere di Siviglia     | Rossini     |
| Nick Shadow            | La carriera di un libertino | Stravinskij |
| Zaccaria               | Nabucco                     | Verdi       |
| Attila                 | Attila                      | Verdi       |
| Don Ruy Gomez de Silva | Ernani                      | Verdi       |
| Banco                  | Macbeth                     | Verdi       |
| Sparafucile            | Rigoletto                   | Verdi       |
| Jacopo Fiesco          | Simon Boccanegra            | Verdi       |
| Padre guardiano        | La forza del destino        | Verdi       |
| Grande Inquisitore     | Don Carlo                   | Verdi       |
| Ramfis                 | Aida                        | Verdi       |
| Re Enrico              | Lohengrin                   | Wagner      |
| Landgraf               | Tannhäuser                  | Wagner      |
| Wotan                  | L'oro del Reno              | Wagner      |
| Wotan                  | La Valchiria                | Wagner      |
| Re Marke               | Tristano e Isotta           | Wagner      |
| Wotan                  | Sigfrido                    | Wagner      |
| Gurnemanz              | Parsifal                    | Wagner      |

## Discografia

### Incisioni in studio
- La favorita - Giulietta Simionato, Gianni Poggi, Ettore Bastianini, Jerome Hines, Piero De Palma - Dir. Alberto Erede Decca 1955
- Macbeth - Leonard Warren, Leonie Rysanek, Jerome Hines, Carlo Bergonzi - Dir. Erich Leinsdorf - RCA 1959
- Messiah - Jerome Hines, Elisabeth Schwarzkopf, Nicolai Gedda - Dir. Otto Klemperer - EMI 1965
- Lohengrin - Sándor Kónya, Lucine Amara, Rita Gorr, Jerome Hines, dir. Erich Leinsdorf - RCA 1966

### Registrazioni dal vivo
- Lucia di Lammermoor - Lily Pons, Ferruccio Tagliavini, Frank Valentino, Jerome Hines - Dir. Pietro Cimara - Met 1949 ed. Melodram
- Il barbiere di Siviglia - Giuseppe Valdengo, Giuseppe Di Stefano, Lily Pons,  Jerome Hines, Salvatore Baccaloni - Dir. Alberto Erede - Met 1950 ed. Cetra/OASI/Gala
- Don Carlo (Inquisitore) - Jussi Björling, Cesare Siepi, Robert Merrill, Delia Rigal, Fedora Barbieri, Jerome Hines - Dir. Fritz Stiedry - Met 1950 ed. Myto
- Aida - Ljuba Welitsch, Ramón Vinay, Margaret Harshaw, Robert Merrill, Jerome Hines, dir. Emil Cooper - Met 1950 ed. Opera Lovers/Walhall
- Aida - Zinka Milanov, Mario Del Monaco, Nell Rankin, Leonard Warren, Jerome Hines - Dir. Fausto Cleva - Met 1952 ed. Myto/Cantus Classics
- Don Carlo - Richard Tucker, Jerome Hines, Paolo Silveri, Delia Rigal, Fedora Barbieri, dir. Fritz Stiedry - Met 1952 ed. Bensar/Walhall
- Missa Solemnis - Jerome Hines, Norman Scott, Nan Merriman, Eileen Farrell, Jan Peerce - Dir. Arturo Toscanini - New York 1953 ed. RCA
- Manon - Victoria de los Ángeles, Cesare Valletti, Jerome Hines - Dir. Pierre Monteux - Met 1954 ed.  Bongiovanni/Walhall
- La forza del destino - Zinka Milanov, Gino Penno, Leonard Warren, Jerome Hines - dir. Fritz Stiedry - Met 1954 ed. Myto
- Messa di requiem - Herva Nelli, Claramae Turner, Richard Tucker, Jerome Hines - Dir. Guido Cantelli - New York 1955 - ed. Archipel
- Don Carlo -  Richard Tucker, Jerome Hines, Ettore Bastianini, Eleanor Steber, Blanche Thebom, dir. Kurt Adler - Met 1955 ed. Myto/Andromeda
- Faust - Giuseppe Campora, Jerome Hines, Dorothy Kirsten, Frank Guarrera - Dir. Pierre Monteux - Met 1956 ed. Lyric Distribution
- Hercules - Jerome Hines, Franco Corelli, Fedora Barbieri, Elisabeth Schwarzkopf, Ettore Bastianini, Agostino Ferrin - Dir. Lovro von Matačić - La Scala 1958 ed. Melodram
- Macbeth - Leonard Warren, Leonie Rysanek, Jerome Hines, Carlo Bergonzi - Dir. Erich Leinsdorf - Met 1959 ed. Arkadia
- La forza del destino - Renata Tebaldi, Richard Tucker, Mario Sereni, Jerome Hines - Dir. Thomas Schippers - Met 1960 ed. Walhall
- Don Carlo - Franco Corelli, Jerome Hines, Mario Sereni, Maria Curtis Verna, Irene Dalis - Dir. Nino Verchi - Met 1961 ed. GOP
- Don Carlo - Giuseppe Zampieri, Jerome Hines, Aldo Protti, Regina Resnik, Susana Rouco, dir. Fernando Previtali - Buenos Aires 1962 ed. Living Stage
- Ernani - Flaviano Labò, Margherita Roberti, Cornell MacNeil, Jerome Hines - Dir. Fernando Previtali - Buenos Aires 1964 ed. Premiere Opera
- Don Carlo - Bruno Prevedi, Jerome Hines, Ettore Bastianini, Martina Arroyo, Biserka Cvejic - Dir. Thomas Schippers - Met 1965 ed. House of Opera
- Attila - Jerome Hines, Nancy Tatum, Peter Glossop, Carlo Cossutta - Dir. John Pritchard - Buenos Aires 1966 ed. Premiere Opera
- Aida - Leontyne Price, Franco Corelli, Elena Cernei, Sherrill Milnes, Jerome Hines - Dir. Zubin Mehta - Met 1966 ed. GOP
- La forza del destino - Leontyne Price, Franco Corelli, Robert Merrill, Jerome Hines - Dir. Francesco Molinari Pradelli - Met 1968 ed. Myto
- La bohème - Franco Corelli, Renata Tebaldi, Frank Guarrera, Maria Candida, Jerome Hines - Dir. Anton Guadagno - Philadelphia 1969 ed. SRO/House of Opera
- Il profeta - Nicolai Gedda, Marilyn Horne, Margherita Rinaldi, Jerome Hines, dir. Henry Lewis - RAI-Torino 1970 - ed. Myto
- Attila - Jerome Hines, Gilda Cruz-Romo, Cornelis Opthof, Gianfranco Cecchele - Dir. Imre Pallo - Filadelfia 1978 ed. Gala